# Liste von Kirchengebäuden im Bistum Dresden-Meißen
Die Liste von Kirchengebäuden im Bistum Dresden-Meißen ist nach Dekanaten untergliedert.

## Liste
- Liste der Kirchengebäude im Dekanat Bautzen
- Liste der Kirchengebäude im Dekanat Chemnitz
- Liste der Kirchengebäude im Dekanat Dresden
- Liste der Kirchengebäude im Dekanat Gera
- Liste der Kirchengebäude im Dekanat Leipzig
- Liste der Kirchengebäude im Dekanat Meißen
- Liste der Kirchengebäude im Dekanat Plauen
- Liste der Kirchengebäude im Dekanat Zwickau